# Залісці (Вишнівецька селищна громада)

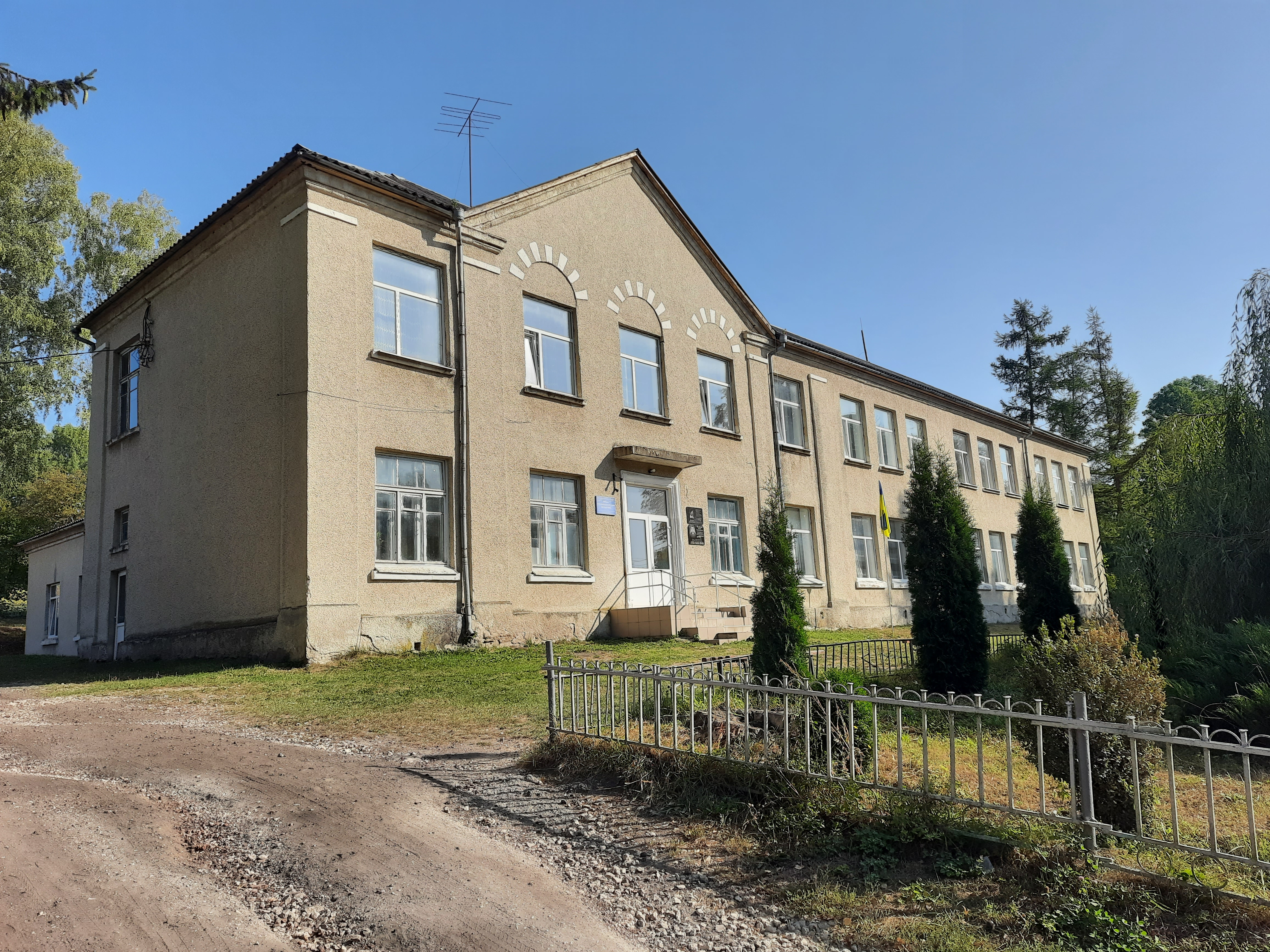
Школа

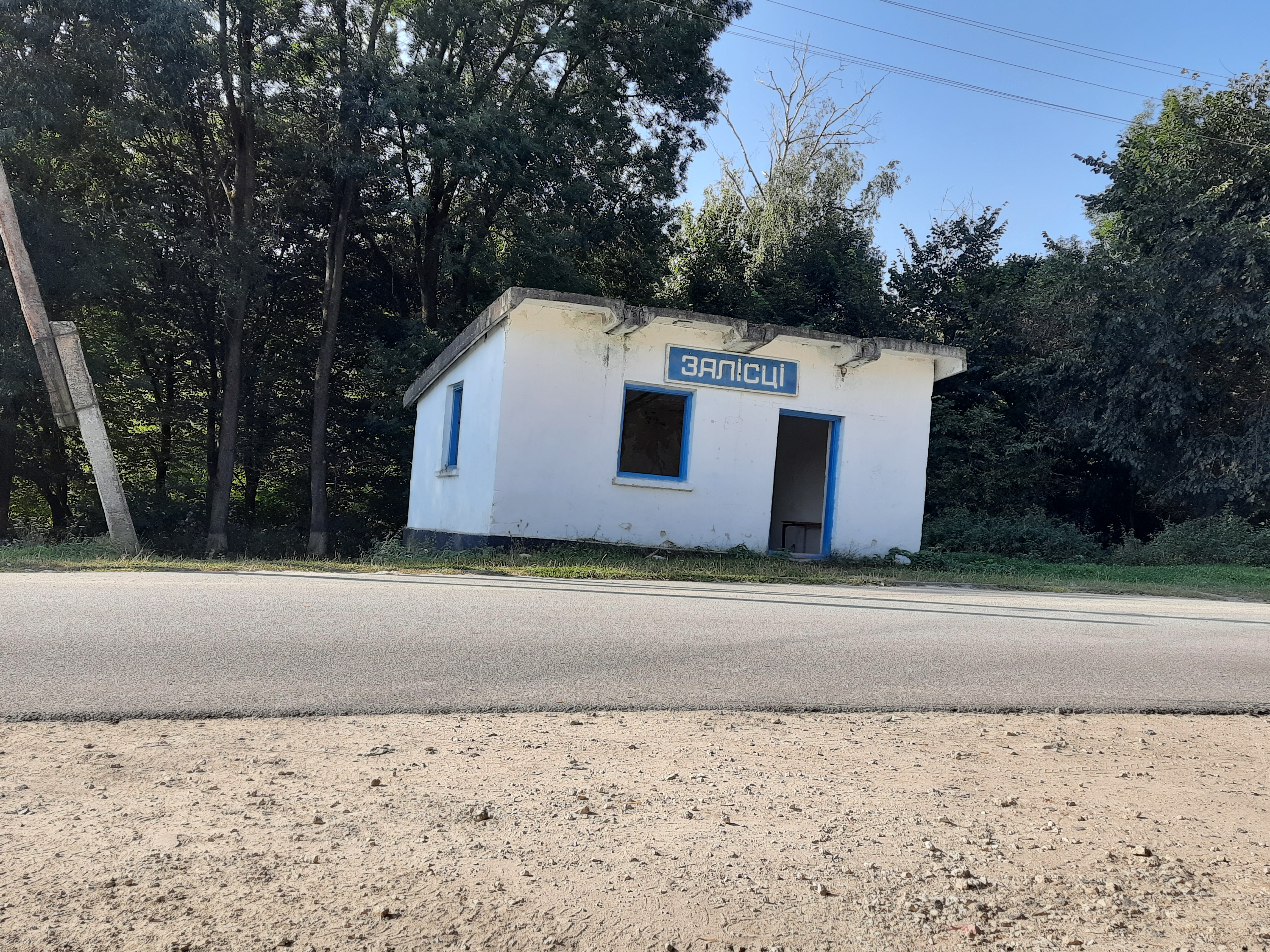
Автобусна зупинка

Залі́сці — село в Україні, у Вишнівецькій селищній громаді Кременецького району Тернопільської області . До 2020 адміністративний центр сільської ради. До села приєднано хутори Калянтир, Осівець та Поповеччина. Населення — 1203 осіб (2020). 
Розташоване на північному заході району, на березі річки Іква. Село розташоване за декілька кілометрів від Почаївської лаври. У Залісцях розвинено гончарство.

## Історія
Поблизу села виявлено археологічні пам'ятки пізнього палеоліту. Залісці вперше згадуються у 1583 році як власність князя Михайла Вишневецького.
Близько 1706 року у Залісцях було зведено дерев'яну церкву на кам'яному фундаменті. В пам'ять про скасування кріпосного права 1861 року у селі також було збудовано каплицю, освячену на честь святого благовірного Олександра Невського. З початком будівництва нового храму у 1898 році старий храм 1706 року продали у село Мишківці. Настоятелем у цей час був ієрей Семеон Львович, церковним старостою — Юрій Кебало. Будівництво нового храму було завершено 1901 року. 22 жовтня 1901 року архієпископ Модест (Стрільбицький) освятив храм. У селі діяло товариство «Просвіта».
До 1920 року село входило до Вишневецької волості Кременецького повіту Волинської губернії Російської імперії та було відоме як Залісці Вишневецькі. З 1921 року Вишневецька волость існувала як ґміна Вишневець Кременецького повіту Волинського воєводства Польської Республіки. На 1936 рік село входило до ґміни Вишневець Кременецького повіту.
У 1940 році повіт було ліквідовано і Залісці увійшли до складу Тернопільської області.
2006 року почалось будівництво нового Свято-Покровського храму. 2008 року храм освятили архієпископи Сергій (Генсіцький) та Володимир (Мороз) за співслужіння протопресвітера Матфея Стаднюка.
12 червня 2020 року, відповідно до Розпорядження Кабінету Міністрів України від  № 724-р «Про визначення адміністративних центрів та затвердження територій територіальних громад Тернопільської області», село увійшло до складу Вишнівецької селищної громади.
19 липня 2020 року, в результаті адміністративно-територіальної реформи та ліквідації Збаразького району, село увійшло до складу новоутвореного Кременецького району.

## Пам'ятки
Є дерев'яна церква святої Покрови Пресвятої Богородиці (1901), каплиця (19 століття), храм Покрови Пресвятої Богородиці (2008).
Поблизу села знаходяться яри «Жаб'як» та «Залісецький» — геологічні пам'ятки місцевого значення.

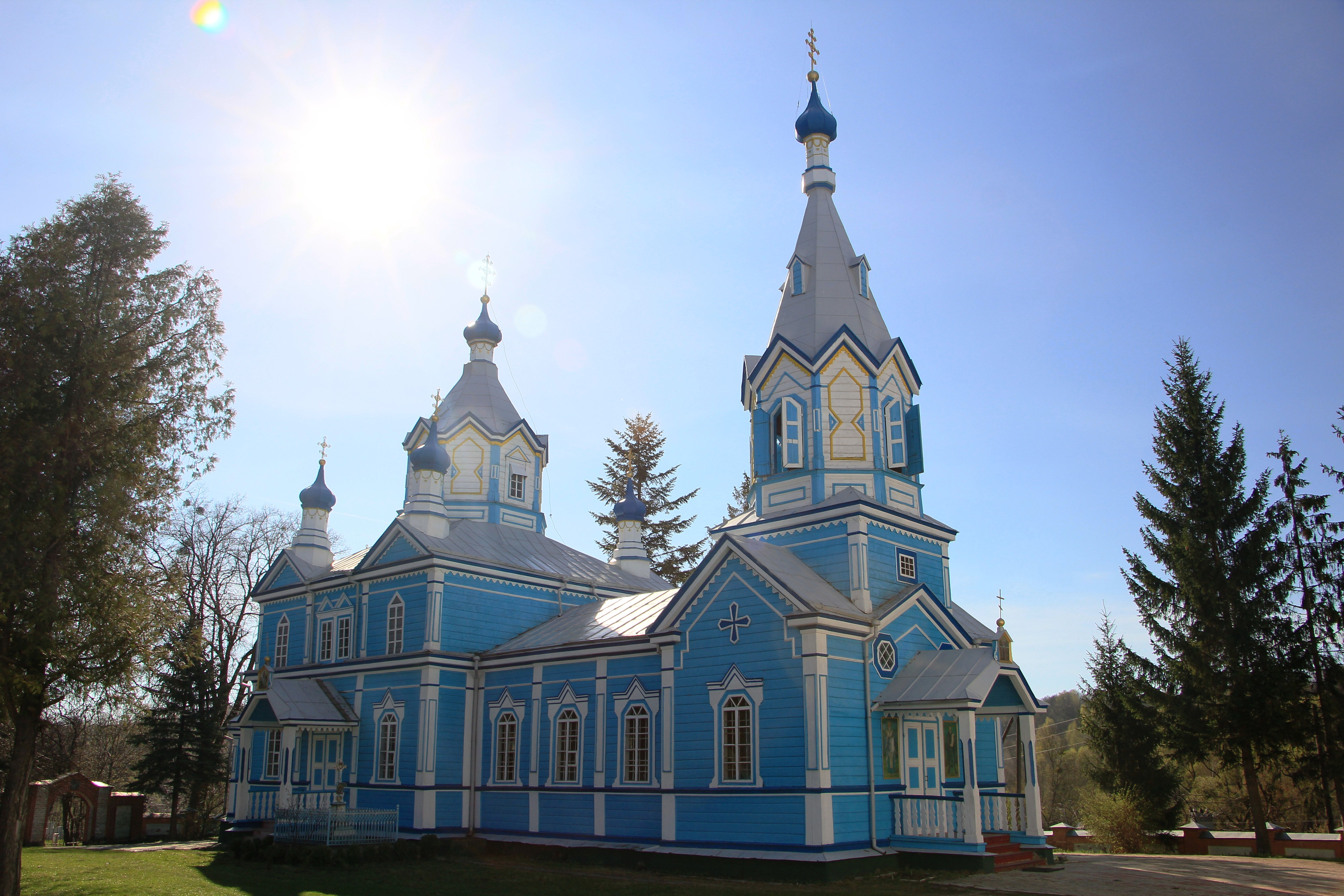
Дерев’яна церква
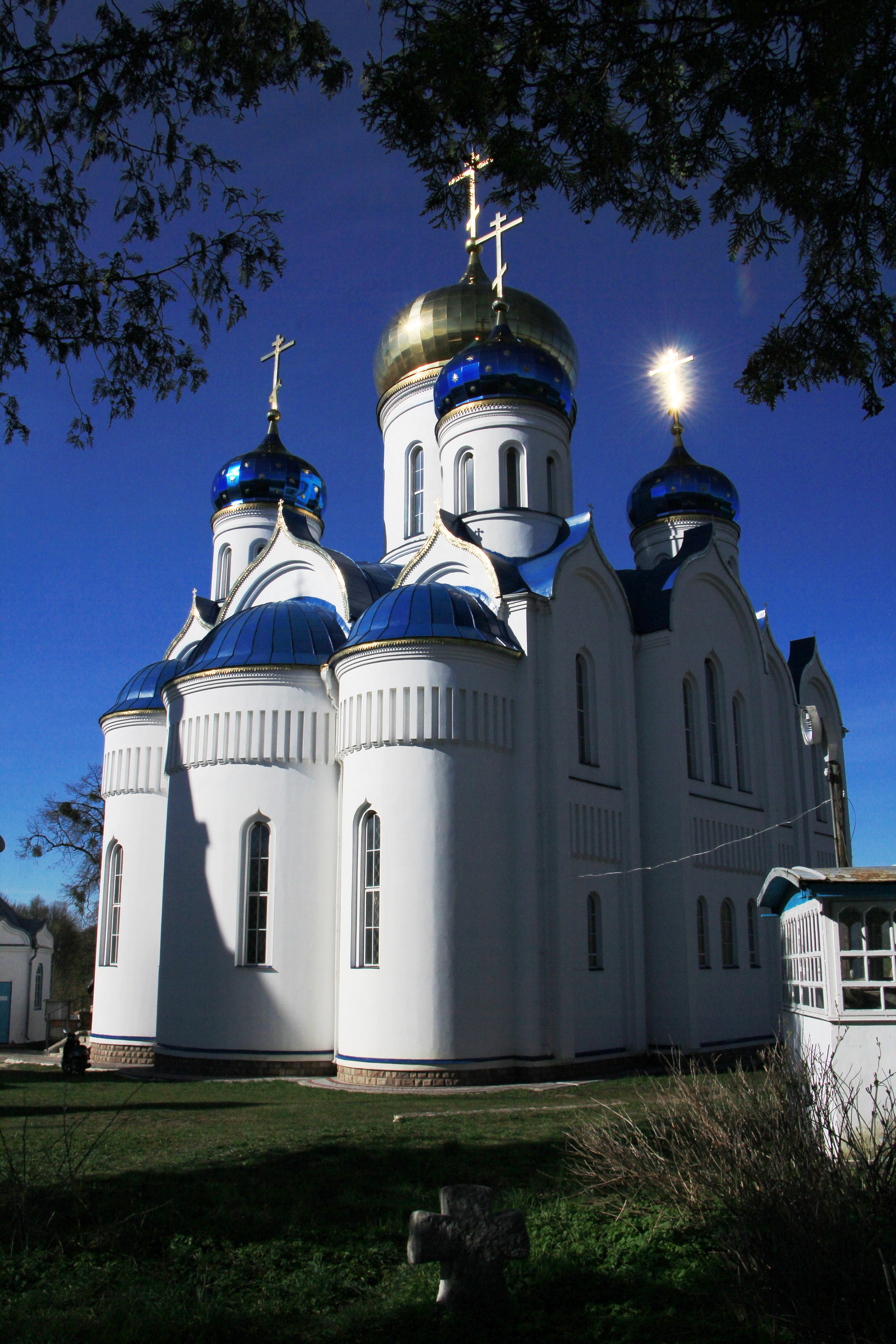
Новий мурований храм поблизу старої дерев’яної церкви
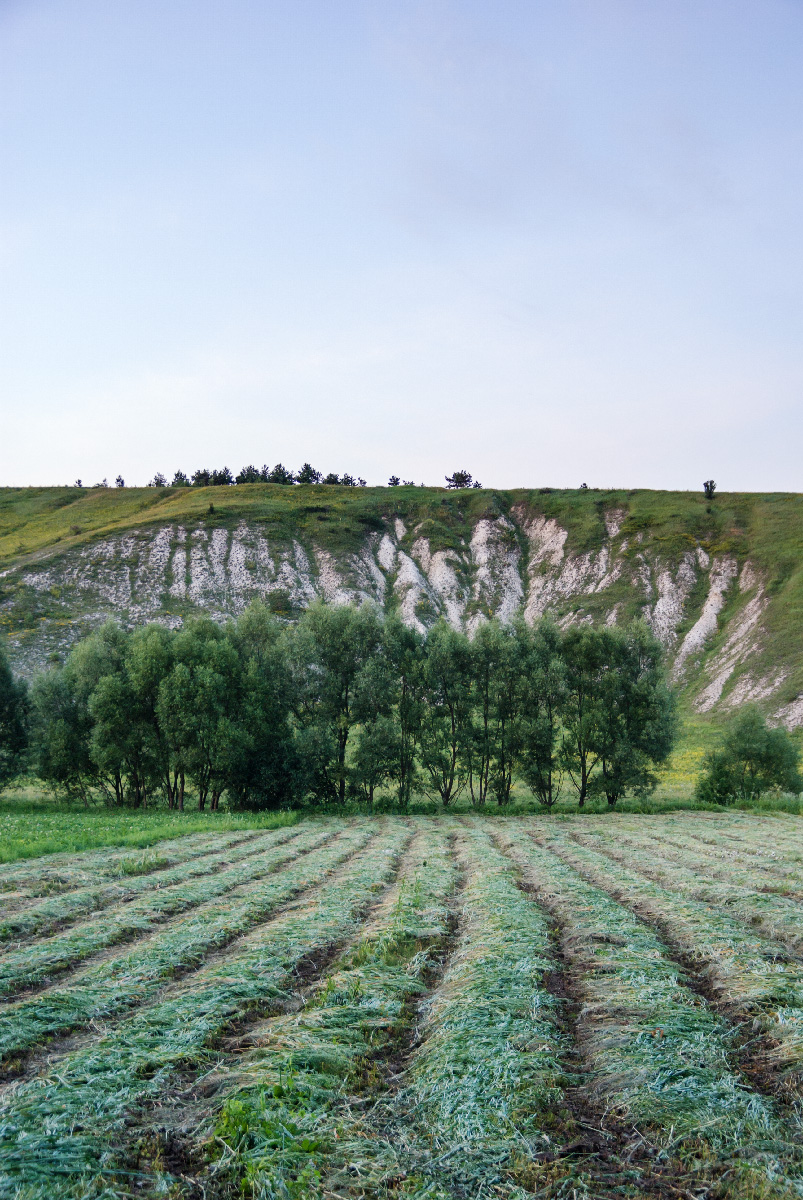
Яр «Жаб'як»

## Пам'ятники
Споруджено пам'ятник воїнам-односельцям, полеглим у німецько-радянській війні (1968; скульптор В. Афонічев).

## Соціальна сфера
Діють загальноосвітня школа І-ІІІ ступенів імені Андрія Чабана, будинок культури, бібліотека, фельдшерсько-акушерський пункт.
Три магазини.

## Уродженці
- Із села вийшло найбільше в Тернопільській області священиків[1] (біля 300[10]).
- Матфей Стаднюк (1925), секретар предстоятелів Російської православної церкви патріархів Пимена та Алексія II, протопресвітер, настоятель Богоявленського собору в Єлохові (Москва).
- Анатолій Бабак (1965—1983), загинув під час Афганської війни[11].
- Андрій Чабан (1988—2014), сержант 140-го окремого центру СО ГШ в/ч А0661 (Хмельницький), загинув у бою в зоні АТО від кулі снайпера[12].